# Plaža Banj
Plaža Banj je najbolj znana plaža v Šibeniku na Hrvaškem. Odprta je bila leta 2012. Nahaja se kilometer stran od središča mesta. Na plaži so številni dodatki za otroke in odrasle, na primer odbojka na mivki in bar Petrus, ki ima tudi nočni klub. Plaža ima čudovit panoramski pogled na staro mestno jedro, trdnjavo sv. Mihaela in kanal sv. Antona. Od leta 2013 se dogodki in koncerti dogajajo podnevi in ponoči.